# Мирза Адигезаль-бек
Мирза́ Адигезаль-бек, Мирза́ Адигезаль-бек Карабахский (азерб. Mirze Adıgözəl bəy, примерно в 80-х гг. — 9 сентября 1848 года) — азербайджанский историк XIX века, автор исторического произведения «Карабаг-наме». Учился в мектебе в Шуше. С начала XIX века на службе в российских правительственных и военно-административных учреждениях. Капитан Российской императорской армии.

## Начальный период службы
В 1795 году с приближением войск Ага Мохаммеда шаха Каджара в Карабах Мирза Адигезаль-бек вместе с семьей и подвластными им илатами (кочевниками), проживавшими, по-видимому, в расположенном у реки Аракса Игирмидортском магале покидают Карабах и переселяются в Грузию. 
После присоединения Грузии к России министр статский советник П. И. Коваленский в Тифлисе принял Адигезаль-бека к себе на службу для ведения секретных дел по переписке. Адигезаль-бек служил у  Коваленского тайно. За службу получал жалованье. На этой тайной службе он состоял, очевидно, в течение конца 1799 и всего 1800 года. С этого времени Адигезаль-бек надолго связал свою дальнейшую судьбу с российской администрацией и русскими войсками в Закавказье.

Во время русско-турецкой войны 1806—1812 занимал должность переводчика-письмоводителя у генерал-майора Д. Лисаневича. В автобиографии он пишет:
До одиннадпатого года я состоял при нем секретарем. В этом году мне был присвоен чин подпоручика. Наконец, в шестнадцатом году, с разрешения наместника генерала Ермолова, я отправился к бывшему владетелю Карабага генерал-майору Мехти-Кули-хану.
В 1816 году Мирза-Адигезаль-бек, как уроженец Карабаха, был послан А. П. Ермоловым к Мехти Кули-хану. Это имело место в 1816 году перед выездом А. П. Ермолова в качестве посла в Тегеран. Мехти Кули-хан Карабахский пожаловал беку земли, принадлежавшие их семье, а также и ещё некоторые населённые земли и назначил наибом в Игирмидортский магал.

По поручению генерала Ермолова он в течение трёх лет, с 1823 по 1826 гг., занят был на службе по охране границ Карабаха. В расписании пограничных постов князь Мадатов показал пост, где находился Мирза Адигезаль-бек. В документе сказано:
На оконечной покатости Муравских гор (Мровдагских гор) при Базиргян булаке..., впереди 15-ю верстами... в уроч. Гиль, при разоренной деревне Зод обывательского караула, при магальном наибе подпор. Мирза-Адигезаль-беке 40 чел., где сверх того при сотнике Наследышеве 25 чел. казаков...Из сего росписания составляются две линии постов:—правого фланга от разоренной дер. Зод до горячих вод, начальствует шт.-к. Черноглазов, жительскими караулами с заведования его подпор. Мирза-Адитезаль-бек.

## Участие в Русско-персидской войне 1826—1828 гг.
Русско-персидская война началась с внезапного вторжения иранских войск в пределы, подвластные России. Иранские войска почти одновременно перешли границу в стороне Эривани и вторглись в Шурагель и Памбак, а также и Талыш и Карабах. Пограничные посты, не имевшие достаточных сил, с боями отступали вглубь страны. Поскольку пост у Базиргян-булага находился при самой границе и как раз в том самом направлении, куда раньше чем в другие места хлынул поток иранских войск, Мирза Адигезаль-бек с вверенным ему отрядом был отрезан от сообщений с Шушой и Тифлисом. 
Обстановка осложнена была тем, что при вступлении войск неприятеля отдельные группы местного населения, принадлежавшие во времена правления ханов к тем слоям, которые тесно были связаны с ханской властью, перешли на сторону врага и увлекли за собой некоторую часть кочевников. После ликвидации ханского управления, эти незначительные по численности прослойки юзбашей, маафов, кетхуд, а также некоторая часть беков, потеряв своё прежнее, привилегированное положение и источники материального благосостояния, стремились возвратить старые порядки. Они рассчитывали на то, что иранские войска восстановят прежний образ правления и вернут им утраченное благополучие. Они знали, что Мехти Кули-хан Карабахский находился среди войск наследника иранского престола Аббаса-Мирзы. 
После чего Мирза Адигезаль-бек принимает решение явиться в ставку наследного принца. В качестве пленника Мирзу-Адигезаль-бека отправили в Тебриз.
После поражения иранских войск под Шамхором и в генеральном сражении у Гянджи, Аббас-Мирза стал готовиться к переговорам о мире. С этой целью в начале 1827 года принц освобождает из плена Адигезаль-бека отправляет его в Шушу. В том же году Адигезаль-бек под командой князя Абхазова прошёл в тыл врага за реку Аракс встретился в с Мехти Кули-ханом и склонил его к переходу на сторону России.
Высоко ценя заслуги, связанные с исполнением поручения в отношении привлечения Мехти Кули-хана на российскую сторону, генерал Паскевич представил Мирзу Адигезаль-бека к награде. По этому поводу он в одном из своих рапортов писал:
Честь имею представить к наградам им по справедливости следующим, по засвидетельствованию начальства, за расторопность, отважность, с которой они привели к окончанию возложенные на них поручения в земле неприятельской: Карабагского подпор. Мирза-Адигезаль-бека и находящегося при полк. кн. Абхазове кн. Ивана Меликова—к поручичьим чинам, с производством первому жалованья... О первом из них при том в. с. в бытность свою в Тифлисе, конечно, слышали, как он пребыл верен нам при возмущении его единоверцев, и как твёрдо сносил плен и истязание в Тавризе.
В дальнейшем ходе военных действий Мирза-Адигезаль-бек, по-видимому, активного участия не принимал.

## Переселение вКарабах«3 тысяч кочевых семейств»
Теперь Мирза-Адигезаль-бек должен был испытать силу своего влияния на Мехти-Кули-хане. Ему нужно было пройти за реку Аракс в тыл врага, встретиться там с Мехти-Кули-ханом и склонить его к переходу на сторону России. Мирза-Адигезаль-бек блестяще выполнил поручение. Уже в начале июня генерал Паскевич доносил начальнику штаба гр. И. И. Дибичу следующее:
Имею честь донести в. с. об успехе переговоров и наклонении в нашу пользу Мехти-Кули-хана... 6-го числа сего месяца, я получил донесение из Карабага, что хан туда возвратился... За ним переселяются из Даралагеза в наши границы 3 тыс. кочевых семейств... Выгоды, приобретенные нами переселением в Карабаг Мехти-Кули-хана, весьма важны:
1) Прекратилась шаткость умов в пограничной области, с неудовольствием смотревших на унижение прежнего своего владетеля, который, находясь вблизи, на самой границе, по древним связям и наследственной власти, когда только хотел, мог находить у вас деятельных пособников пользам принявшей его Персии.
2) Сих-то племен большую часть Мехти-Кули-хан склонил последовать за ним в Карабаг. Их содействие для неприятеля потеряно; они могли бы выставить 4 тыс- лучшей конницы, которая не только не будет угрожать, но оберегать границу нашу..

К сему прибавлю, что остальные народы: Миллинды (?), Кара-чорлу, Шадиллу и другие, в числе нескольких сот семейств, не присоединившиеся к хану, через Шадилинского Аслан-султана прислали ко мне покорственный адрес, прося принять их под Российское покровительство

## Отход от военной службы

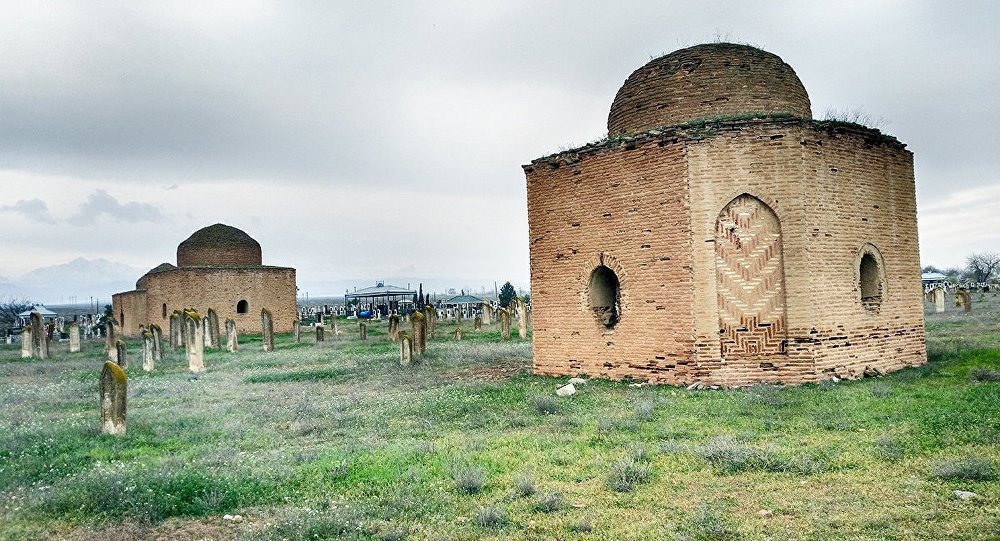
Гробницы семьи Мирзы Адигезаль-бека.

В конце 1829 или начале 1830 года, Мирза Адигезаль-бек, прослужив около 30 лет, вышел в отставку.
В 30-х гг. Адигезаль бек работает в провинциальном суде Карабаха, что даёт ему возможность ознакомиться с исторически сложившимися условиями и характером хозяйственной деятельности населения в различных частях провинции, с обычаями и историей страны. 
Глубокое уважение к выдающимся представителям культуры прошлого побудили Мирзу Адигезаль-бека приступить к постройке над могилой великого Низами нового мавзолея, взамен старого, совершенно уже разрушившегося.
Своё сочинение «Карабаг-наме» Мирза Адигезаль-бек писал, будучи уже в преклонном возрасте (около 65 лет).
Мирза-Адигезаль-бек умер 9 сентября 1848 г. и был погребен на кладбище села Рагимли, которое находится неподалёку от Геранбоя. Над его могилой воздвигнут мавзолей. Помеченная ныне дата смерти взята из текста, помещенного на плите, установленной над могилой Мирзы Адигезаль-бека.